# Dzhojar Dudáyev
Dzhojar Musáyevich Dudáyev (en ruso: Джоха́р Муса́евич Дуда́ев; Yaljorói, 15 de febrero de 1944-21 de abril de 1996) fue un general de la Fuerza Aérea Soviética y el primer presidente de la República Chechena de Ichkeria, entre 1991 y 1996. Adquirió su máxima fama por convertirse en el más importante caudillo de la independencia de facto de Chechenia en la práctica totalidad de la década de 1990.

## Biografía
Dzhojar Dudáyev nació el 15 de febrero de 1944 en la aldea de Pervomáyskoe, distrito Galanchozhski de la República Autónoma Socialista Soviética de Chechenia-Ingusetia (en la actualidad el distrito Achjói-Martán de la República de Chechenia). Fue el séptimo hijo de una familia (tenía nueve hermanos y hermanas), en el seno del teip (clan ancestral checheno) Yaljorói. Ocho días después, junto con su familia biológica, Dudáyev fue deportado a la región de Pavlodar, en la RSS de Kazajistán, entre otros miles de chechenos e ingusetios. En 1957, su familia regresó a casa y vivió en Grozny.
En 1959, se graduó de la Escuela Secundaria N.º 45, luego comenzó a trabajar como electricista. También asistió al 10.º grado en la Escuela N.º 55, donde se graduó un año después. En 1960, ingresó al Instituto Pedagógico de Física y Matemáticas de Osetia del Norte, y luego, después de escuchar un curso de un año en formación de perfil, ingresó en la Escuela Superior Militar de Tambov para pilotos, donde se tituló en "piloto-ingeniero" (1962-1966).

## Carrera militar antes del conflicto de Chechenia

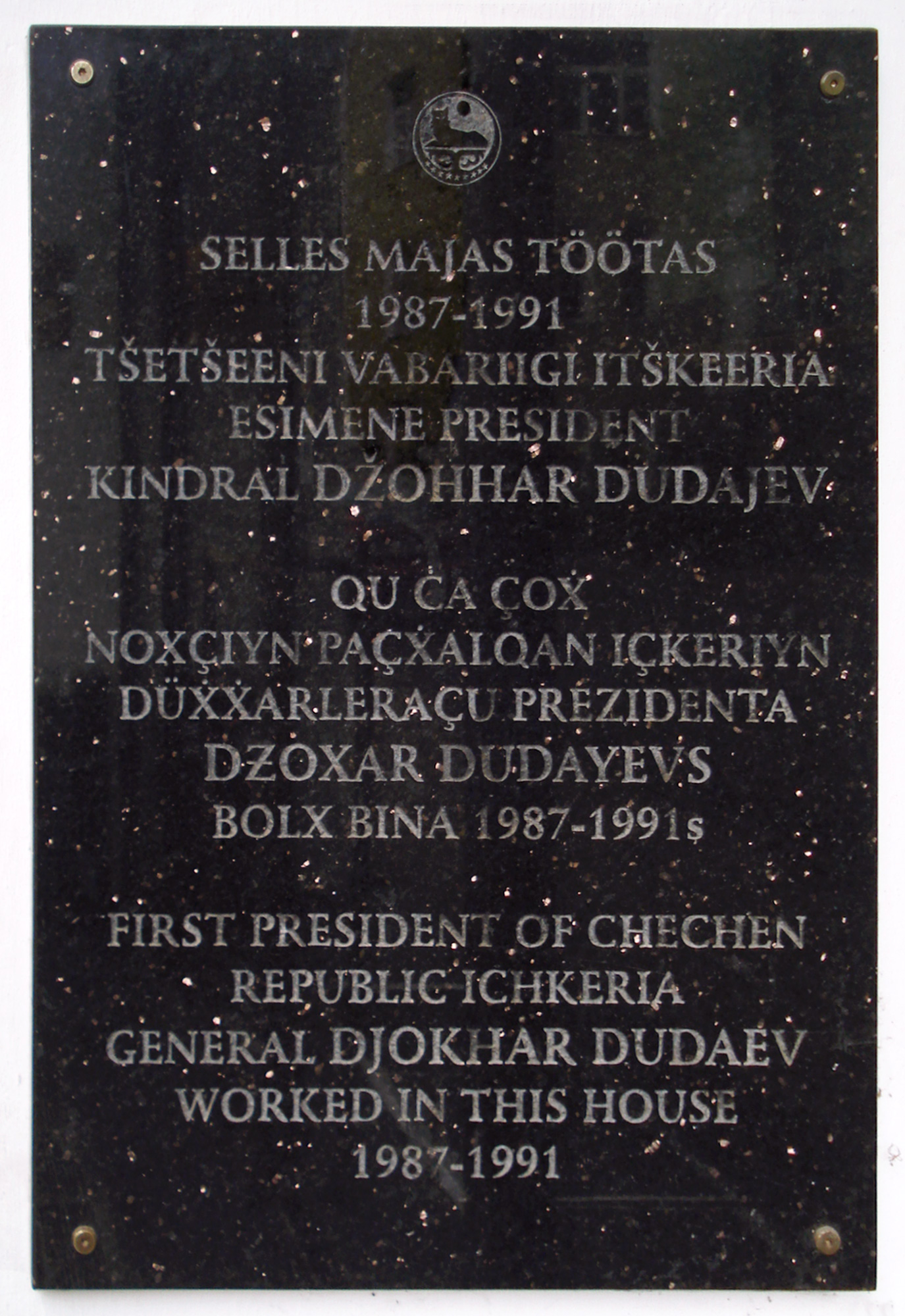
Placa en memoria de Dzhojar Dudáyev en Tartu (Estonia).

Desde 1962, se alistó en el Ejército soviético, donde trabajó con un equipo y en puestos administrativos.
A partir de 1966, sirvió en el Regimiento de Bombarderos Pesados 52-M (aeródromo Shaykovka, óblast de Kaluga). Empezó como ayudante del comandante de una aeronave. En 1968, de afilió al Partido Comunista de la Unión Soviética.
Desde 1971 estudió en la Facultad de Comando de la Academia de la Fuerza Aérea Yuri Gagarin, en la cual se graduó en 1974.
Desde 1970, sirvió en el Regimiento Aéreo 1225-M de Bombarderos Pesados (guarnición Bélaya cerca de Irkutsk, Distrito Militar Transbaikal), donde en los últimos años vino ocupando el cargo de comandante en jefe de la Aviación (1976-1978), jefe de Estado Mayor (1978-1979), comandante del Destacamento (1979-1980) y comandante del Regimiento (1980-1982). Fue comandante de la 326 División de la Fuerza Aérea de bombarderos pesados en Tartu (RSS de Estonia), llegando en 1987 al rango de Mayor General de la Fuerza Aérea Soviética. Desde entonces y hasta marzo de 1990 comandó la fuerza de bombarderos estratégicos de largo alcance con armas nucleares con sede allí.
En 1989, se negó a reprimir a los manifestantes durante las primeras protestas nacionalistas que culminaron en la independencia de Estonia. Se retiró de la fuerza aérea y regresó a Chechenia a participar desde junio de 1991 en el Congreso Nacional del Pueblo Checheno, el cual comenzó adoptando resoluciones abiertamente separatistas. A principios de septiembre de ese mismo año encabezó una manifestación en Grozni exigiendo la disolución del Consejo Supremo de la República de Chechenia y el 6 de septiembre él y sus partidarios ocuparon la sede del Parlamento checheno.
El 27 de octubre de 1991, Dudáyev fue elegido presidente de la autoproclamada República Chechena de Ichkeria, separada de Ingusetia. En noviembre, creó una "Guardia Nacional" y comenzó a dar pasos para la toma de poder efectiva en toda Chechenia. El 11 de diciembre de 1994, el gobierno ruso de Borís Yeltsin ordenó atacar Chechenia y en febrero de 1995 el Ejército ruso ocupó Grozni y Dudáyev tuvo que retirarse en las zonas montañosas del sur, cambiando constantemente de residencia.
Dudáyev murió como consecuencia de un ataque con dos misiles en 1996, cuando los servicios secretos rusos localizaron su cuartel general debido a que el líder separatista cometió la imprudencia de hablar vía satélite utilizando su teléfono móvil.